# حسام زملط
حسام سعيد شحادة زملط سياسي ودبلوماسي وأكاديمي فلسطيني ولد في مخيم الشابورة للاجئين في محافظة رفح عام 1973. عين كرئيس للبعثة الفلسطينية في المملكة المتحدة في أكتوبر2018، قبل مجيئه إلى المملكة المتحدة، عمل كرئيس لمكتب منظمة التحرير الفلسطينية (م.ت.ف) في الولايات المتحدة الأمريكية والذي أغلق من قبل إدارة الرئيس الأمريكي دونالد ترامب. زملط هو أيضا عضو قيادي في حركة التحرير الوطني الفلسطيني (فتح) ومستشار الشؤون الإستراتيجية للرئيس الفلسطيني محمود عباس. عمل زملط سابقا في مفوضية حركة فتح للشؤون الخارجية، قبل خوضه المعترك السياسي، عمل زملط كأستاذ جامعي في السياسة العامة في جامعة بيرزيت. كما كان باحثا في جامعة هارفارد الأمريكية ومحاضرا في جامعة لندن. وشغل زملط أيضاً منصب اقتصادي في مكتب مُنسق الأمم المتحدة الخاص في فلسطين.

## نشأته
ولد زملط في مخيم الشابورة للاجئين في رفح، قطاع غزة، والذي تديره وكالة غوث وتشغيل اللاجئين (الأنروا). وينحدر والديه من قرية سمسم المهجرة عام 1948 بعد تأسيس دولة إسرائيل.
كمعظم الفلسطينيين، كان المنفى الإجباري واللجوء عاملين مهمين في تشكيل توجه زملط السياسي في مراحل حياته اللاحقة.
في كلمة له في مؤتمر للاحتفال بالذكرى الـ 70 لتأسيس الأونروا قال زملط: «في عام 1948، فقد والدي بيته وأرضه ونتيجة لذلك ولدت في مخيم لاجئين في رفح». «الملايين عانت من حياة الشتات. لا شئ أكثر سوء للانسان من إجباره على العيش في المنفى.»
نشط زملط سياسيا أثناء دراسته الجامعية في جامعة بيرزيت في الضفة الغربية وأصبح بعدها ممثلا لمؤسسة حركة فتح الطلابية (الشبيبة) أثناء الانتفاضة الأولى.
في عام 1999، بينما كان يدرس في لندن، أنتخب كرئيس لفرع الإتحاد العام لطلاب فلسطين في المملكة المتحدة.

## الخبرة الأكاديمية
درس زملط في جامعة بيرزيت في رام الله وبعد حصوله على الشهادة الجامعية الأولى عمل كاقتصادي في مكتب المنسق الخاص للأمم المتحدة لعملية السلام في الشرق الأوسط UNSCO. كلف أثناء عمله بمتابعة التطورات الإقتصادية والسياسات الاقتصادية البديلة كما قام بتقديم احاطات للأمين العام للأمم المتحدة آنذاك، كوفي عنان.
في عام 2000، أكمل زملط شهادة الماجستير في دراسات التنمية في كلية لندن للعلوم الاقتصادية والسياسية (LSE). من ثم حصل على شهادة الدكتوراة في الاقتصاد السياسي العالمي من كلية الدراسات الشرقية والأفريقية (SOAS) جامعة لندن في عام 2007.

قبل عمله كاستاذ جامعي للسياسة العامة في 2012 شغل زملط منصب باحث مقيم في مركز بلفر للعلوم والشؤون الدولية، كلية جون ف. كينيدي للدراسات الحكومية في جامعة هارفارد العريقة بين عامي 2008 و2010.

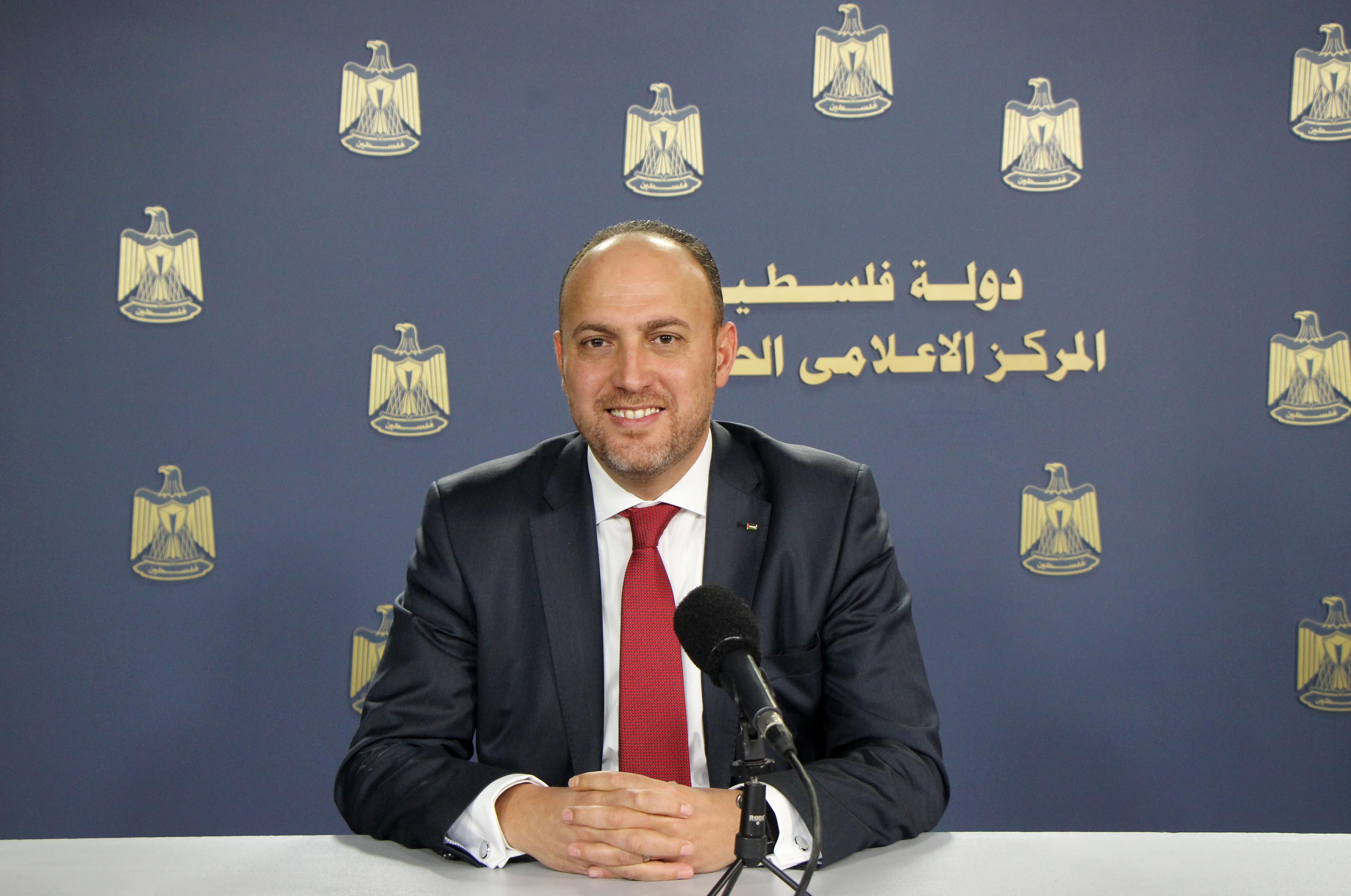
مستشار الرئيس للشؤون الاستراتيجية

## المسيرة السياسية
شغل زملط منصب متحدث رسمي للوفد الفلسطيني طوال حملة الحصول على اعتراف من الأمم المتحدة بعضوية فلسطين الكاملة في نيويورك عام 2011.
وعين كسفير متجول لدولة فلسطين في نفس العام والذي عمل فيه كمدير لمفوضية فتح للشؤون الخارجية أيضا.
شغل بعد ذلك منصب مستشار الشؤون الإستراتيجية للرئيس الفلسطيني محمود عباس في عام 2015 قبل انتخابه كعضو في المجلس الثوري لحركة فتح عام 2016.
في 4 ديسمبر 2016 فازَ زملط بانتخابات المجلس الثوري الفلسطيني والتي عُقدت أثناء المؤتمر السابع لحركة فتح وصار عضوًا فيه.
في عام 2017، عين زملط كمبعوث للولايات المتحدة الأمريكية ليحل محل معن رشيد عريقات. اضطر زملط لقطع عمله كسفير في  الولايات المتحدة الأمريكية بعد قيام إدارة الرئيس الأمريكي ترامب باغلاق مكتب منظمة التحرير الفلسطينية  في العاصمة واشنطن وبعدها الإعتراف بالقدس كعاصمة لإسرائيل. في ديسمبر عام 2017 أعلن البيت الأبيض نيته نقل السفارة الأمريكية في إسرائيل من تل أبيب للقدس، نتيجة لذلك قامت القيادة الفلسطينية بفرض سياسة عدم التعاطي مع الإدارة الأمريكية. في عام 2018 عين زملط كرئيس البعثة الفلسطينية في المملكة المتحدة.

### السفير الفلسطيني في الولايات المتحدة الأمريكية
عين زملط كسفير فلسطين في الولايات المتحدة الأمريكية في مارس عام 2017 في الوقت الذي كانت إدارة الرئيس الأمريكي ترامب تستلم مقاليد السلطة. تبع هذا العديد من الإتصالات الثنائية الحثيثة بين الطرفين حيث التقى الرئيس الفلسطيني محمود عباس نظيره الأمريكي أربع مرات بين شهري مايو ونوفمبر 2017.
لكن هذه الجهود توقفت عندما أعلم البيت الأبيض في نوفمبر عام 2017 نيته اغلاق مكتب منظمة التحرير الفلسطيني في العاصمة واشنطن وبعدها قرر نقل السفارة الأمريكية في إسرائيل إلى مدينة القدس.
قوضت هذه الخطوة المساعي الفلسطينية والتي تتمحور حول تأسيس عاصمة دولة فلسطين في الجزء الشرقي من القدس والذي احتلته إسرائيل عام 1967.
أدى الإعلان إلى اندلاع مظاهرات في الأراضي الفلسطينية المحتلة ورفض القيادة الفلسطينية لدورالولايات المتحدة كوسيط في عملية السلام.
وقال زملط حينها: «لم تقم بإخراج القدس من طاولة المفاوضات بل أخرجت الطاولة بأكملها. لن يكون هناك أبدا أي فلسطيني قادر على الجلوس على طاولة المفاوضات هذه. حظا موفقا.»
في سبتمبرعام 2018، تم اغلاق الممثلية الفلسطينية في العاصمة واشنطن بعد رجوع زملط إلى رام الله. نتيجة لذلك تم العمل على ما سيسمى بعدها بخطة ترامب للسلام من أجل الرخاء من قبل إدارة ترامب بدون مشاركة الفلسطينيين وبتوافق كلي مع حكومة رئيس الوزراء الإسرائيلي بينيامين نتنياهو.
على الرغم من ذلك، علق زملط قائلا أن إعادة التفكير بالعلاقات الفلسطينية-الأمريكية ستؤدي إلى ثلاثة  أمور ايجابية: «سيقوم هذا بتحرير الفلسطينيين من قيود عملية سلام فاشلة قادتها الولايات المتحدة الأمريكية لـ 27 عاما... وستوفر فرصة لالغاء القانون (الأمريكي) الذي تم سنه في عام 1987 والذي يصنف منظمة التحرير الفلسطينية كمنظمة ارهابية... كما سيساعد هذا على تحويل الاهتمام الفلسطيني إلى التعاطي بشكل طويل الأمد مع الشعب الأمريكي.»

### سفير فلسطين في المملكة المتحدة
تم تعيين زملط كرئيس للبعثة الفلسطينية لدى المملكة المتحدة في أكتوبر 2018. ووصل زملط إلى المملكة المتحدة في خضم عملية الخروج من الاتحاد الأوروبي وفي خلال العام ونصف الأولين من عمله هناك قاد المحافظون في بريطانيا حكومتين متعاقبتين في حين مرت قيادة المعارضة البريطانية في البرلمان بتغييرات بعد الانتخابات البرلمانية في عام 2019.
منذ تعيينه، تعمقت العلاقات البريطانية-الفلسطينية. على الرغم من توجه الإدارة الأمريكية لمنع تمويل السلطة الفلسطينية والأونروا، استمر تقديم الدعم البريطاني (وتضاعف في حالة الأونروا) بينما ثبتت الحكومة البريطانية على موقفها الداعم لحل الدولتين طبقا للقانون الدولي.

## أعمال أخرى
كان زملط أحد مؤسسي مجموعى الإستراتيجية الفلسطينية (PSG) والتي تم تأسيسها عام 2008 من قبل 100 عضو ينحدرون من مختلف الأطياف الفلسطينية السياسية والمهنية والجغرافية.
في عام 2018، قبل شغله منصب السفير في لندن، اضطر زملط للدفاع عن نفسه أمام ادعاءات بأنه ينكر حدوث المحرقة النازية. وقد نشرت هذه الادعاءات صحيفة تابلويد بريطانية في خبر عن حضور زعيم المعارضة البريطانية السابق جيريمي كوربين لحفل زفاف زملط.
وقال زملط في حوار له مع صحيفة إسرائيلية: "بشكل قطعي أنا لا أنكر حدوث المحرقة النازية وهي كانت جريمة فظيعة. أعرف جيدا ما حصل ليهود أوروبا وجلست بقرب أفراد من عائلات الناجين واستمعت للتفاصيل المفزعة عما حصل لأحبائهم.

## الحياة الخاصة
الدكتور حسام زملط متزوج من سيدة ولدت في قطاع غزة قبل أن يهاجر والداها إلى السويد ولديه من الأبناء سعيد وألما.